# U23-Zehnkampf-Länderkampf der Männer 1994 Deutschland – Frankreich – Russland – Schweiz
| 4. Leichtathletik-Länderkampf mit deutscher Beteiligung 1994                     | 4. Leichtathletik-Länderkampf mit deutscher Beteiligung 1994 |
| -------------------------------------------------------------------------------- | ------------------------------------------------------------ |
|                                                                                  |                                                              |
| U23-Zehnkampfvergleich der Männer: Deutschland – Frankreich – Russland – Schweiz |                                                              |
| Austragungsort                                                                   | Bad Oeynhausen                                               |
| Wettbewerbe                                                                      | 1                                                            |
| Datum                                                                            | 6./7. August                                                 |
| 1. FRA 2. RUS 3. GER 4. SUI                                                      | 22.137 Punkte 21.834 Punkte 21.407 Punkte 21.223 Punkte      |
| Chronik                                                                          |                                                              |
| ← ITA-GER-RUS (U23-F)                                                            | GER-FRA-RUS-SUI00 7kampf (U23-F) →                           |

Der vierte Vergleich des Länderkampfjahres 1994 war eine Begegnung der U23-Zehnkämpfer. Schon im Vorjahr hatte es dieses Aufeinandertreffen bereits gegeben – konzipiert für den Altersbereich U22. Deutschlands Nachwuchszehnkämpfer hatten damals die Begegnung vor Frankreich und der Schweiz gewonnen. Als nun um ein Jahr älter gewordene U23-Teams traten die Vertreter der vier Länder Deutschland, Frankreich, Russland und Schweiz am 6./7. August 1994 im westfälischen Bad Oeynhausen erneut gegeneinander an.
Auch die Mehrkämpferinnen dieser vier Nationen trafen parallel am selben Ort zu einem Länderkampf aufeinander.

## Modus
Die jeweils drei besten Athleten der einzelnen Teams gingen mit der Addition ihrer Punktzahlen in die Wertung ein. Zur Teilnehmerzahl je Land gibt es keine Angaben. In den Einzelresultaten sind nur die ersten Acht sowie die weiteren deutschen Vertreter aufgeführt.

## Ergebnis
In der Einzelwertung siegte ein russischer Zehnkämpfer vor einem Franzosen und einem Athleten aus der Schweiz. Die besten deutschen Teilnehmer belegten die Plätze sechs bis acht. Am Ende siegte die französische U23-Juniorenmannschaft mit 22.137 Punkten. Der Vorsprung vor den zweitplatzierten russischen Zehnkämpfern betrug 303 Punkte. Die drittplatzierten Deutschen – im letzten Jahr noch Gewinner dieses Wettkampfs – lagen weitere 427 Punkte zurück. Mit einem Rückstand von weiteren 184 Punkten folgten die Schweizer auf Rang vier.

## Legende
Kurze Übersicht zur Bedeutung der Symbolik – so üblicherweise auch in sonstigen Veröffentlichungen verwendet:
| w | Rückenwindunterstützung über dem erlaubten Limit von 2,0 m/s |

### Zehnkampf U23-Junioren
| Platz | Name              | Nation | Punkte | 100 m   | Weit- sprung | Kugel- stoßen | Hoch- sprung | 400 m   | 110 m Hürden | Diskus- wurf | Stabhoch- sprung | Speer- wurf | 1500 m      |
| ----- | ----------------- | ------ | ------ | ------- | ------------ | ------------- | ------------ | ------- | ------------ | ------------ | ---------------- | ----------- | ----------- |
| 01    | Cedric Lopez      | FRA    | 7945   | 10,94 s | 7,19 m00     | 13,72 m       | 2,00 m       | 48,98 s | 15,16 s      | 41,08 m      | 4,30 m           | 71,34 m     | 4:35,74 min |
| 02    | Sergej Nikitin    | RUS    | 7610   | 11,30 s | 7,06 m00     | 15,10 m       | 1,94 m       | 52,18 s | 14,98 s      | 39,28 m      | 4,70 m           | 57,58 m     | 4:36,36 min |
| 03    | Alain Schetty     | SUI    | 7478   | 11,40 s | 6,73 m00     | 14,59 m       | 1,88 m       | 50,36 s | 15,80 s      | 43,92 m      | 4,40 m           | 58,24 m     | 4:27,78 min |
| 04    | Roman Razbejko    | RUS    | 7259   | 11,60 s | 7,01 m00     | 13,48 m       | 1,94 m       | 52,56 s | 15,66 s      | 43,86 m      | 4,40 m           | 58,22 m     | 4:51,76 min |
| 05    | Jean Claude Bohui | FRA    | 7204   | 11,08 s | 6,66 m00     | 11,52 m       | 2,00 m       | 51,34 s | 14,56 s      | 38,22 m      | 4,70 m           | 47,40 m     | 4:54,34 min |
| 06    | Thomas Görz       | GER    | 7188   | 11,36 s | 7,05 m00     | 14,03 m       | 1,79 m       | 50,90 s | 17,20 s      | 45,12 m      | 4,60 m           | 52,46 m     | 4:41,76 min |
| 07    | Christoph Reuber  | GER    | 7133   | 11,36 s | 7,03 m00     | 13,25 m       | 1,97 m       | 51,18 s | 15,40 s      | 37,52 m      | 3,90 m           | 48,52 m     | 4:34,48 min |
| 08    | Stefan Vogt       | GER    | 7085   | 11,34 s | 6,87 m00     | 12,39 m       | 1,85 m       | 50,14 s | 15,22 s      | 35,80 m      | 4,30 m           | 45,16 m     | 4:26,68 min |
| 000…  |                   |        |        |         |              |               |              |         |              |              |                  |             |             |
| 13    | Oliver Krahmer    | GER    | 6706   | 11,44 s | 6,67 m w     | 12,60 m       | 1,88 m       | 53,56 s | 16,04 s      | 40,84 m      | 4,10 m           | 47,84 m     | 4:53,84 min |